# Andrea Leveque
Andrea Leveque es una deportista estadounidense que compitió en taekwondo. Ganó una medalla de plata en el Campeonato Panamericano de Taekwondo de 1986 en la categoría de –43 kg.

## Palmarés internacional
| Campeonato Panamericano | Campeonato Panamericano | Campeonato Panamericano | Campeonato Panamericano |
| Año                     | Lugar                   | Medalla                 | Categoría               |
| ----------------------- | ----------------------- | ----------------------- | ----------------------- |
| 1986                    | Guayaquil (Ecuador)     | Medalla de plata        | –43 kg                  |